# Констанція Буйло
Констанція Антонівна Колечиць, псевдонім: Констанція Буйло (біл. Канстанцыя Антонаўна Буйло, Канстанцыя Буйло, нар.14 січня 1893 року, м. Вільнюс — пом.4 червня 1986, м. Москва) — білоруська поетеса.

## Життєпис
Народилася в сім'ї графа Тишкевича. Хрещена 17 січня 1893 у Вільнюській церкві Святого Якова. Початкову освіту здобула вдома з домашніми вчителями. Закінчила короткотермінові курси для вчителя у Вільнюсі (1914).
Тут Канстанція познайомилася з Максимом Горецьким. Дружила з Владиславом Луцевичем. Викладала в селі Горне Скробово (1912–1913), де навчала сина пана Девчапольського. А. Шоцький зазначає, що К. Буйло кілька разів навідувалася до Крошина, Завосся, Тугановичів, Колдичівського озера і бувала в місцях, пов'язаних із життям філоматів та філаретів.
Завідувала білоруською книгарнею в Полоцьку (1915–1916), але у зв'язку з її закриттям переїхала працювати до Земського союзу.
7 червня 1916 вона вийшла заміж за Віталія Калечиця, сина придворного радника, який походив зі шляхти Мінського повіту (заарештований у 1933).
Після Жовтневої революції працювала статисткою у Волоколамському райвиконкомі робітничих і солдатських депутатів, бухгалтером радгоспу «Данилкове». У 1923 переїхала до Москви, до чоловіка, де прожила до самої смерті на Ціхвінському завулку, № 11.
Працювала на заводі «Агроном» (1929–1934), начальником відділу збуту Політехнічного союзу (1934–1940), у 1940–1951 — начальником оперативного відділу, потім в.о. Заступника директора Центрального управління ветеринарної підтримки тресту «Союзветзабпром».

Померла в Москві 4 червня 1986. У 1989 році урну з її прахом було передано у Вішнево (Воложинський район) .

## Творчість

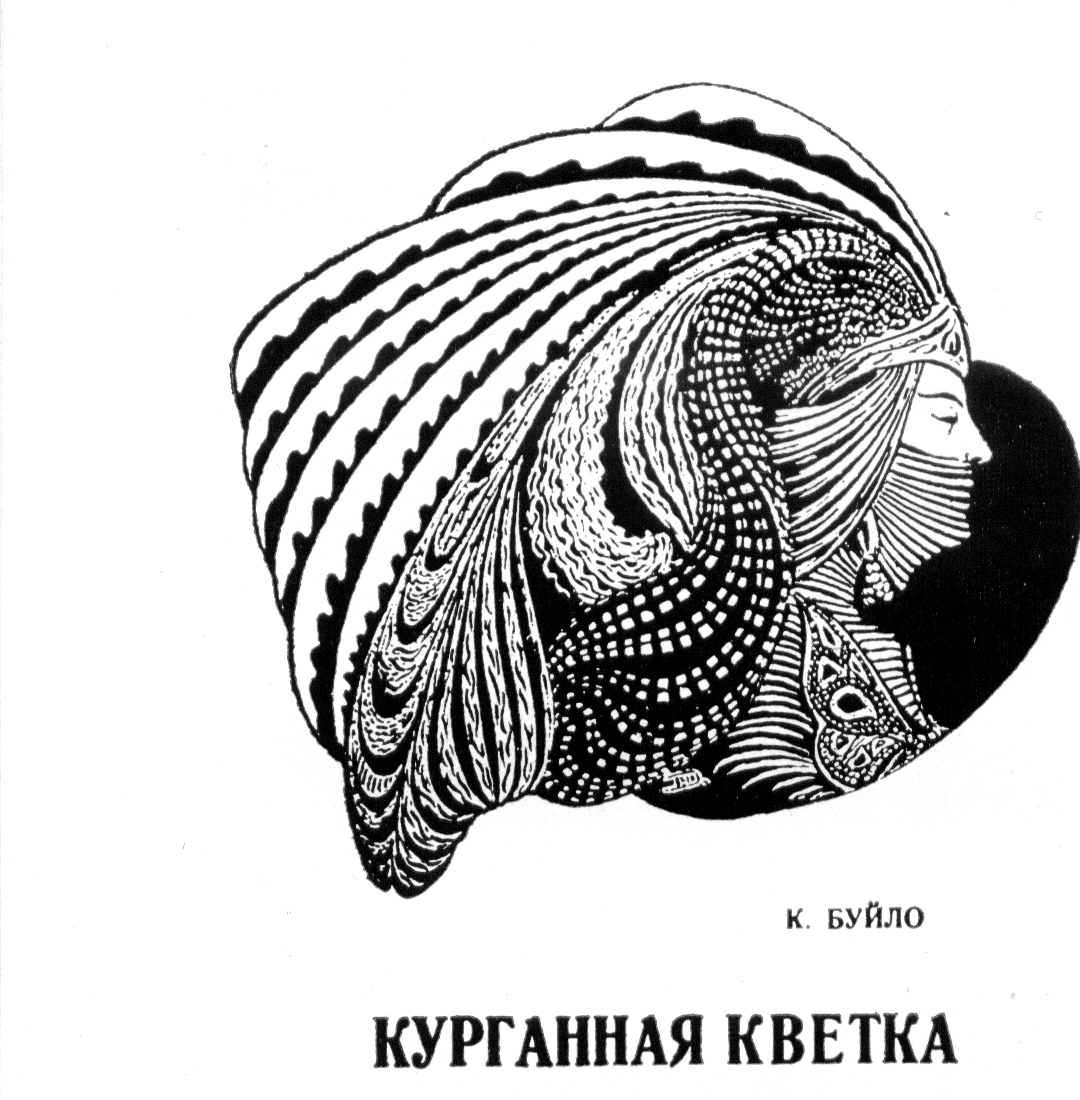
Канстанція Буйло. Курганна квітка. Обкладинка Язепа Дроздовича

Друкуватися почала у 1909, публікуючи свої перші вірші в «Нашій Ниві» під ім'ям свого брата Едуарда — «Хвоя», надіслані з Адравонжів Ошмянського району («Наша Нива», № 9) та «Скоро Зима» («Наша Нива»., № 46). За іншими джерелами, це була надрукована поема «Лес» (1903). Видавалася під своїм ім'ям з 1910. У 1914 Білоруське видавниче товариство видало дебютну збірку віршів К. Буйло — «Курганна квітка» (1914, Вільнюс, друкарня Мартіна Кухти; факсимільне видання в 1989), під редакцією Я. Купали та за проєктом Язепа Дроздовича.
До середини 1940-х майже 20 років не друкувалася.
Авторка збірок віршів"Світанне" (1950), «На адноўленай зямлі» (1961), «Май» (1965), «Роднаму краю» (1973). Вийшли вибрані твори (1954), «Выбранае» (1968, 1976), вибрані твори у 2-х томах (1981). Написала книги віршів для дітей «Юрачка» (1957), «У бляску зор» (1968), «Вясной» (1984). Багато віршів поетеси покладено на музику. Особливо добре відома пісня «Люблю», яка стала народною.
Максим Горецький у своїй «Історії білоруської літератури» вважав її «найвидатнішою після Алоїзи Пашкевич жіночою силою в нашій поезії».
Авторка п'єс «Кветка папараці» (1914) та «Сягонняшнія і даўнейшыя» (1914, постановка в 1921).

## Нагороди
Нагороджений орденом «Знак Пошани» та медалями.
На честь Канстанції Буйло названа вулиця в Мінську, меморіальна дошка на Вишневській середній школі Воложинського району, яка присвячена її імені.